# Cyphonia
Cyphonia ist eine Gattung der Buckelzikaden oder Buckelzirpen (Membracidae), einer Familie der Rundkopfzikaden (Cicadomorpha) aus der Überfamilie der Membracoidea.
Die Gattung enthält 26 Arten, die ausschließlich in Mittel- und Südamerika, der Neotropis, vorkommen. Besonders weit verbreitet sind Cyphonia trifida und C. clavata, die in vielen Ländern des Verbreitungsgebietes vorkommen. Weit verbreitet sind auch C. clavigera und C. hirta. Manche Arten von Cyphonia sind nur aus Brasilien bekannt, in Argentinien wurden relativ viele Arten nachgewiesen.
Die Arten der Gattung Cyphonia sind etwa 4,1 bis 8,4 mm lang. Viele Arten sind braun oder schwarz, manche aber auch bunt mit hellen Flecken. Das Pronotum ist sehr charakteristisch ausgeprägt: meistens hat es vorne zwei Dornen und nach hinten Dornen mit kugeligen Verdickungen und einen nach hinten gerichteten (mittleren) Dorn. Die Vorderflügel sind transparent und haben fünf apicale und zwei discoidale Zellen. Die Hinterflügel sind manchmal reduziert. Die Hinterbeine sind etwa doppelt so lang wie die anderen Beine.  Verschiedentlich wird vermutet, dass das Erscheinungsbild (Habitus) von Cyphonia clavata eine Ameise nachahmt, dass es sich also um eine Art von Mimikry handeln dürfte. Einen ähnlichen Habitus wie in der Gattung Cyphonia findet man auch bei den nahe verwandten Gattungen Poppea und Eucyphonia.
Die Arten der Gattung Cyphonia leben einzeln auf verschiedenen Pflanzen und saugen am Phloem. Es wurde berichtet, dass diese Buckelzikaden in offener Vegetation und an Waldrändern zu finden sind, teilweise auch relativ hoch in den Anden. Oft wurden aber auch Gruppen von drei oder vier Tieren gefunden.

## Weblinks

Cyphonia trifida (Fabricius, 1794)